# كاكو أميرة أكيشينو
كاكو أميرة أكيشينو (29 ديسمبر 1994) هي الابنة الثانية للأمير اكيشينو وكيكو أميرة أكيشينو وهي عضوا في العائلة الإمبراطورية اليابانية وهي الحفيدة الثانية الكبرى للإمبراطور أكيهيتو والامبراطورة ميتشيكو.